# Мирза Бегић
Мирза Бегић (Бијељина, 9. јул 1985) је бивши словеначки кошаркаш босанскохерцеговачког порекла. Играо је на позицији центра.

## Каријера
Каријеру је започео у родној Босни и Херцеговини у дресу Слободе из Тузле. Пре почетка 2002/03. сезоне прешао је у редове Унион Олимпије где је играо за јуниоре и добио словеначко држављанство. У сезони 2003/04. наступао је као позајмљен играч у екипи Триглава из Крања где је просечно постизао 7 поена, 5 скокова и 1,7 блокада за 17 минута по утакмици.
Следеће сезоне напустио је Олимпију и прешао у редове италијанског Виртуса из Болоње. Прву сезону је провео на позајмици у Белгији, да би се следеће сезоне вратио у Виртус али је због проблема са повредама раскинут уговор са њим. У сезони 2006/07. вратио се у Словенију и наступао за екипу Слована коју је тада предводио познати словеначки тренер Алеш Пипан.
После добрих партија у Словану поново је потписао за Унион Олимпију. У Олимпији је наставио са добрим партијама и скренуо пажњу на себе, па му је наредна дестинација био литвански великан Жалгирис. У Литванији се задржао сезону и по, после чега је у јануару 2011. потписао за Реал Мадрид. У јулу 2013. је потписао двогодишњи уговор са Олимпијакосом. Напустио је Олимпијакос након једне сезоне и потписао отворени уговор са својим бившим клубом Унион Олимпијом. У новембру 2014. напушта Олимпију и потписује прво једномесечни а затим и уговор до краја сезоне са Саски Басконијом.
У септембру 2020. је објавио да завршава играчку каријеру.

## Успеси

### Клупски
- Унион Олимпија:
  - Првенство Словеније (3): 2007/08, 2008/09, 2017/18.
  - Куп Словеније (2): 2008, 2009.

- Жалгирис:
  - Балтичка лига (1): 2009/10.

- Реал Мадрид:
  - Првенство Шпаније (1): 2012/13.
  - Куп Шпаније (1): 2012.
  - Суперкуп Шпаније (1): 2012.

- Олимпијакос:
  - Интерконтинентални куп (1): 2013.

- Цедевита:
  - Првенство Хрватске (1): 2016/17.
  - Куп Хрватске (1): 2017.